# Lamprosema cylonalis
Lamprosema cylonalis là một loài bướm đêm trong họ Crambidae.